# Paradoxon

Das Penrose-Dreieck erweckt den Anschein, es handele sich um eine geschlossene dreidimensionale Struktur aus drei rechten Winkeln, was in der euklidischen Geometrie jedoch unmöglich ist.

Ein Paradoxon (auch das Paradox oder die Paradoxie, Plural Paradoxa, Paradoxe bzw. Paradoxien; vom altgriechischen Adjektiv παράδοξος parádoxos „wider Erwarten, wider die gewöhnliche Meinung, unerwartet, unglaublich“) ist ein Befund, eine Aussage oder Erscheinung, die dem allgemein Erwarteten, der herrschenden Meinung oder Ähnlichem auf unerwartete Weise zuwiderläuft oder beim üblichen Verständnis der betroffenen Gegenstände bzw. Begriffe zu einem Widerspruch führt. Die Analyse von Paradoxien kann zu einem tieferen Verständnis der betreffenden Gegenstände bzw. Begriffe oder Situationen führen, was den Widerspruch im besten Fall auflöst. Einzelne Paradoxa sind in der Liste von Paradoxa zu finden.

## Philosophische Tradition

Pinocchios Nase wächst bekanntlich genau dann, wenn er lügt. Was passiert aber, wenn er sagt „Meine Nase wächst gerade“?

In der Philosophie wurden Paradoxa, ebenso wie Sophismen seit der Antike diskutiert. Teilweise wurden sie eingesetzt, um bestimmte Positionen in der Kosmologie oder der Theologie zu stützen oder zu widerlegen und waren bereits früh Gegenstand logischer Untersuchungen. Bekannt sind die Paradoxien des Zenon von Elea, oder etwa das Allmachtsparadoxon. Bis in die Moderne waren Paradoxien der Selbstreferenz von besonderem Interesse: Dazu zählen das Lügner-Paradoxon, das Paradoxon des Epimenides und das bekannte Barbier-Paradoxon –, schließlich das durch die Russellsche Antinomie hervorgerufene Mengenparadoxon und die Grelling-Nelson-Antinomie. Auch in der modernen Wissenschaftstheorie stellen Paradoxien, einmal formuliert, eine wichtige Herausforderung dar, da sie Anforderungen an Theorien und Paradigma deutlich machen, die bisher nicht erfüllt wurden, so etwa Hempels Paradox oder Goodmans neues Rätsel der Induktion.

## Als ästhetisches Motiv in der Wissenschaft
Eine Betrachtung von Paradoxien in den verschiedenen Wissenschaften belegt, dass das Erkennen und Lösen von Paradoxien ein bedeutendes Motiv wissenschaftlicher Arbeit sein kann. Der Mathematiker Roger Penrose drückte es so aus: „Paradoxien empfinde ich als ausgesprochen reizvoll. Sie sehen so etwas und versuchen zu verstehen, wie um Himmels Willen könnte das einen Sinn ergeben?! Selbst das ist paradox: Ich habe viel für Paradoxien übrig, und gleichzeitig will ich sie aus der Welt schaffen!“ (Zitat nach Gábor Paál)
Der wissenschafts-ästhetische Reiz von Paradoxien zeigt sich auch daran, dass sich Künstler wie M. C. Escher von den Paradoxien in der Mathematik und Physik inspirieren ließen. So gab es zeitweise einen engen Austausch zwischen ihm und Penrose, der sich als Mathematiker mit geometrisch „unmöglichen“ Formen befasste. Von ihm stammt unter anderem das berühmte Penrose-Dreieck. Escher wiederum hat diese in seinen Grafiken umgesetzt. Auch für andere Wissenschaftler und Denker wie Bertrand Russell, Gregory Bateson oder Arthur Koestler waren Paradoxien in ihren unterschiedlichen Facetten ein zentrales Thema.

## Formen
Es werden verschiedene Formen von Paradoxa unterschieden:
1. Logische Paradoxa: Widersprüchlichkeit als Folge der Negation von Selbstbezüglichkeit, d. h. wenn eine auf sich selbst anwendbare Aussage negiert wird. Sie sind mit der Russellschen Antinomie verwandt. Ein Beispiel ist das sogenannte Lügner-Paradox des Eubulides:
Dieser Satz ist falsch. (Eine solche Aussage ist wahr, wenn sie falsch ist, und falsch, wenn sie wahr ist.) Eine besondere Form des selbstbezüglichen Widerspruchs ist der sogenannte performative Widerspruch zwischen propositionalem Gehalt und performativem Gehalt.
2. Metaphysische Paradoxa: Phänomene, die mit den zur Verfügung stehenden Mitteln nicht begreifbar sind oder sich der Begreifbarkeit prinzipiell entziehen. Hierzu gehört
die Frage nach der Endlichkeit beziehungsweise der Unendlichkeit von Raum und Zeit. Ein unendliches Universum scheint dem gesunden Menschenverstand ebenso zu widersprechen wie beispielsweise ein endliches: „Alles muss doch zu irgendeinem Zeitpunkt angefangen haben.“ – „Aber was war dann davor?“
3. Semantische Paradoxa
4. Rhetorische Paradoxa: ein Rhetorisches Stilmittel, bei dem eine tiefergehende Wahrheit durch einen Widerspruch deutlich und drastisch dargestellt werden soll (z. B. Oxymoron). Beispiel: Weniger ist mehr!

Gemeinsam ist allen Paradoxa der Widerspruch zwischen dem Behaupteten einerseits und den Erwartungen und Beurteilungen andererseits, die sich aus vertrauten Denkheuristiken, Vorurteilen, Gemeinplätzen, Mehrdeutigkeiten oder begrenzten Perspektiven als alltägliche Meinung (doxa) ergeben. Auch scheinbare Widersprüche, die sich durch genauere Analyse vollständig auflösen lassen, wirken daher im ersten Moment paradox oder galten im Laufe der Geistesgeschichte als unlösbare Paradoxa oder Aporien. Auflösbare Paradoxien sind wahre Aussagen, deren Untersuchung – beispielsweise im Rahmen eines Gedankenexperiments – zu wichtigen Erkenntnisfortschritten in Wissenschaft, Philosophie und Mathematik führen kann, die für das Alltagsverständnis aber unerwartet oder überraschend sind. Der Widerspruch besteht hier oft nur zwischen der erwarteten und der tatsächlichen Lösung. Ein Beispiel aus der Mathematik ist das Ziegenproblem, das logisch und mathematisch exakt lösbar ist, aber der Erwartung vieler Menschen widerspricht.
Nach Willard Van Orman Quine lassen sich drei Fälle unterscheiden: Erstens eine der Intuition, herrschenden Meinung oder Erwartung widersprechende, aber korrekte Beantwortungen eines Problems, zweitens auf Fehlschlüssen beruhenden Paradoxa und drittens solche, die tatsächlich ein sich selbst widersprechendes Resultat des Schlussfolgerns darstellen, das auf eine Antinomie oder auf eine (verborgenerweise) inkonsistente Begriffsbestimmung oder falsche Regelannahme verweist.

### Abgrenzung nach Penrose
Der britische Mathematiker und Physiker Roger Penrose schlug für die Physik die Unterscheidung von Paradoxien von Puzzles vor. Bei Puzzles handele es sich um „verblüffende, aber experimentell unmittelbar belegbare Quantenwahrheiten über die Welt, in der wir leben.“ Dazu gehöre unter anderem das sogenannte Einstein-Podolsky-Rosen-Paradoxon, das keinen echten Widerspruch, sondern lediglich eine zwar unanschauliche, aber doch belegbare physikalische Wahrheit sei. Die Paradoxien oder „X-Rätsel“, wie Penrose sie auch nennt, seien zwar quantenphysikalisch ebenso ein „wahrer Bestandteil dieser Welt, erscheinen aber so unplausibel und paradox, dass wir uns sträuben, sie als ‚wirklich‘ wahr hinzunehmen“. Das bekannteste X-Rätsel sei das Paradoxon von Schrödingers Katze.

## Psychologie
In der Psychologie werden als Paradoxa starke Widersprüche in den Anforderungen an das individuelle Denken und Verhalten untersucht. Dazu gehört die von Paul Watzlawick skizzierte „Sei-spontan-Paradoxie“, wie es häufig in Beziehungen zum Ausdruck kommt: Die Erwartung, dass mein Gegenüber seine Entscheidungen gefälligst frei und selbständig treffen soll – und genau damit seine Unselbständigkeit unter Beweis stellen würde. Der Wunsch „Sag mir doch öfter mal spontan, dass du mich liebst!“ ist, sobald ausgesprochen, nicht mehr erfüllbar.
In den sogenannten paradoxen Interventionen werden psychische Paradoxien wiederum gezielt eingesetzt, insbesondere dann, wenn das Gegenüber (ein Kind zum Beispiel) ein trotziges Verhalten zeigt und auf Aufforderungen bewusst mit dem Gegenteil reagiert. Entsprechend wird in der paradoxen Intervention eine Erwartung geäußert, deren Gegenteil eigentlich erreicht werden soll.
Ein weiteres Beispiel für psychische Paradoxien sind Double-Bind-Kommunikationsstrukturen.

## Paradoxa in der Populärkultur
In Das Leben des Brian von Monty Python wird Brian gegen seinen Willen für den Messias gehalten und fordert in der „Balkonszene“ seine Anhänger auf, Individuen zu sein:
| Brian:  | Hört zu. Ihr versteht das alles falsch. Es ist wirklich nicht nötig, dass ihr mir folgt. Es ist völlig unnötig, einem Menschen zu folgen, den ihr nicht mal kennt. Ihr müsst nur an euch selbst denken. Ihr seid doch alle Individuen. |
| Menge:  | Ja! Wir sind alle Individuen! |
| Brian:  | Und ihr seid alle völlig verschieden! |
| Menge:  | Ja! Wir sind alle völlig verschieden! |
| Dennis: | Ich nicht! |
| Menge:  | Pscht!! |